# Paul Solacolu
Paul Mircea Nicolae Solacolu (n. 7 iulie 1925, Slatina – d. 2012) a fost un inginer hidrotehnician român, specialist în gospodărirea apelor. S-a ocupat în special de problemele de amenajare a bazinului hidrografic Argeș pe care le-a coordonat timp de peste trei decenii. A proiectat, de asemenea, numeroase lucrări hidrotehnice.

## Studii și elemente principale ale activității profesionale
Paul Solacolu s-a născut la Slatina, județul Olt în 7 iulie 1925. Bunicul său era generalul George Solacolu, care în tinerețe luptase la Plevna și fusese decorat cu Virtutea Militară. Tatăl său, Marcel Solacolu, era inginer electrotehnic, director la Uzinele Comunale București (UCB). Paul Solacolu a urmat școala primară la București iar în 1935 s-a înscris la Liceul Spiru Haret din București. În 1943 Paul Solacolu a intrat prin concurs la Facultatea de Construcții din cadrul Școlii Politehnice (transformată ulterior în Institutul Politehnic București). A absolvit în 1948 secția de construcții hidrotehnice, făcând parte din ultima promoție înainte de reforma învățământului din 1948 și de desprinderea Institutului de Construcții din cadrul Politehnicii. Ca atare a fost unul din ultimii reprezentanți ai concepției tradiționale a învățământului politehnic din România, care se străduia să creeze cadre tehnice cu o viziune inginerească largă, capabile să acopere domenii foarte variate, spre deosebire de orientarea ulterioară a învățământului tehnic superior, care punea un accent mult mai mare pe specializare. Paul Solacolu a valorificat în mod strălucit această pregătire multilaterală, reușind să aibă rezultate remarcabile atât în domeniul pregătirii sale de bază, al construcțiilor hidrotehnice, cât și în aplicarea cunoștințelor sale în domenii inginerești care s-au dezvoltat ulterior, cum sunt gospodărirea apelor și hidrologia inginerească. Paul Solacolu a avut, ca puțini alții, o viziune a rolului său de inginer, care consta în promovarea și realizarea de lucrări de gospodărire a apelor care să se integreze într-o concepție coerentă de ansamblu.
În 1949 s-a angajat la Sectorul de Studii și Proiectare (SSP) din cadrul Direcției Canalului Dunăre-Marea Neagră (DGC). Paul Solacolu nu și-a schimbat niciodată locul de muncă, însă, în timpul carierei sale, a fost transferat prin reorganizarea institutelor de proiectare la care a lucrat. Astfel, activitatea sa, care a continuat și după pensionarea sa, s-a desfășurat în următoarele institute:
- 1949 - 1953 Direcția Canalului Dunăre-Marea Neagră - Colectivul Ecluze
- 1953 - 1959 Institutul de Proiectări pentru Construcții Hidrotehnice - IPCH
- 1959 - 1969 Institutul pentru Planuri de Amenajare și Construcții Hidrotehnice - IPACH
- 1969 - 1971 Institutul Studii și Proiectare pentru Îmbunătățiri Funciare și Gospodărirea Apelor -ISPIFGA
- 1971 - 1975 Institutul de Cercetare și Proiectare pentru Gospodărirea Apelor - ICPGA
- 1975 - 1990 Institutul de Studii, Cercetare și Proiectare pentru Gospodărirea Apelor -ISCPGA
- 1990 - 1998 Institutul Aquaproiect
- 1998 - 2002 Institutul Național de Meteorologie, Hidrologie și Gospodărire a Apelor - INMHGA
- După 2002 Institutul Național de Hidrologie și Gospodărire a Apelor - INHGA

Începând din 1965 la toate aceste institute a avut funcția de inginer consilier.

## Amenajarea bazinului hidrografic alrâului Argeș
Cu toate că a avut contribuții deosebite în concepția unor lucrări hidrotehnice realizate în diferite regiuni ale țării, zona de care s-a ocupat în tot timpul carierei sale a fost bazinul hidrografic al râului Argeș.

### Studii preliminare legate de amenajări hidrotehnice în bazinul Argeș
Primele studii ale lui Paul Solacolu privitoare la bazinul râului Argeș au fost elaborate în 1953, când s-a ocupat de schema hidrotehnică a bazinului, pentru irigarea unei suprafețe de 50.000 ha. Spre deosebire de studiile elaborate anterior, care se concentraseră exclusiv asupra unor folosințe izolate, legate fie de valorificarea potențialului hidroenergetic, fie de alimentarea cu apă a capitalei, studiul lui Paul Solacolu, chiar dacă se concentra asupra utilizării apelor pentru agricultură, era una dintre primele lucrări care se preocupa de problema utilizării în scopuri multiple a resurselor Argeșului. Au urmat studiile legate de soluționarea problemelor hidrotehnice ale Capitalei, care au constituit totdeauna o parte de importanță deosebită din studiile legate de bazinul Argeșului.
Conform viziunii din acea vreme, aceste studii se refereau la zone limitate și nu abordau într-un mod unitar ansamblul problemelor de gospodărire a apelor din bazinul Argeșului. Aceste studii l-au familiarizat pe Paul Solacolu cu problemele hidrotehnice ale bazinului și cu soluțiile pentru rezolvarea lor.
Optica s-a modificat odată cu elaborarea planurilor de amenajare a apelor din România. Planurile de amenajare au încetățenit atât conceptul de amenajare a cursurilor de apă în scopuri multiple, pentru satisfacerea ansamblului necesităților economiei naționale cât și cel de amenajare integrală, în care un bazin hidrografic era considerat un tot unitar. Paul Solacolu a fost unul din principalii promotori ai acestor idei, pe care le-a aplicat cu mult succes în planurile bazinelor hidrografice pe care le-a coordonat.

### Planul de amenajare al bazinului Argeș
Odată cu încetățenirea conceptului de amenajare complexă și integrală a apelor, Paul Solacolu a coordonat în calitate de șef de proiect elaborarea planului de amenajare al bazinului Argeș. El a avut în continuare, în timpul întregii sale cariere, responsabilitatea coordonării lucrărilor din cadrul bazinului și asigurării integrării lor în prevederile planului de amenajare. De asemenea, el s-a ocupat în repetate ocazii cu actualizarea prevederilor planului de amenajare, ținând seama de modificarea condițiilor social-economice.
Contribuția esențială a lui Paul Solacolu la amenajarea Argeșului constă în determinarea amplasamentului și funcțiunilor lucrărilor de gospodărire a apelor – în principal lacuri de acumulare și derivații - din cadrul bazinului. Deși a avut responsabilitatea proiectării directe a unora dintre aceste lucrări, chiar și cele care au fost proiectate de alți specialiști au fost realizate în amplasamentele identificate de Paul Solacolu și au respectat condițiile funcționale pe care el le stabilise în cadrul schemei generale de amenajare a bazinului sau pe care le-a detaliat în diferite studii de gospodărire a apelor pe care le-a coordonat. De asemenea, diferitele lucrări de satisfacere a cerințelor de apă sau de combatere a efectelor dăunătoare ale apelor au fost executate respectând aceleași funcționalități.

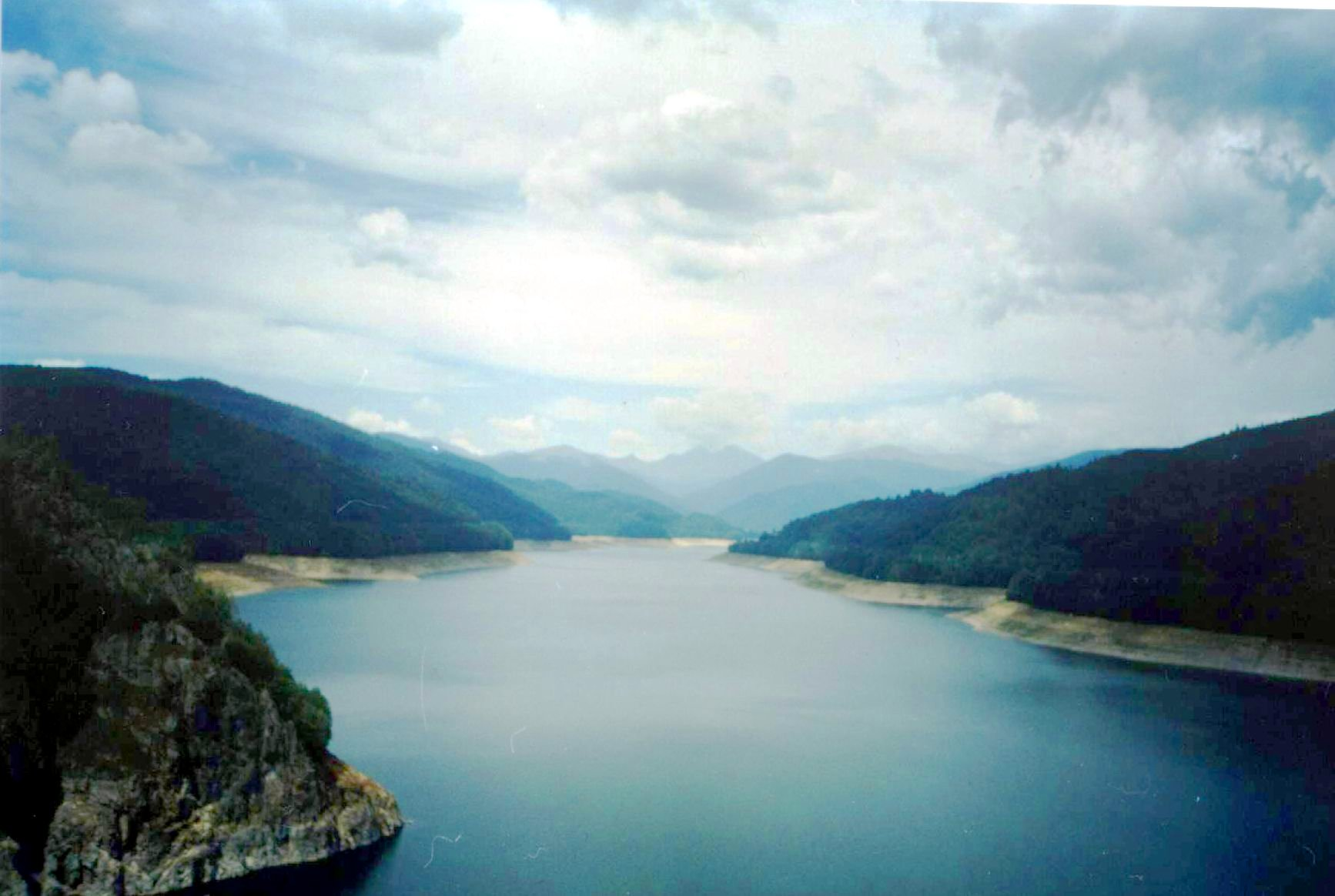
Lacul de acumulare Vidraru

Chiar înainte de terminarea tuturor planurilor de amenajare, a început în România un amplu program de lucrări de gospodărire a apelor. Conform viziunii planurilor de amenajare, majoritatea lucrărilor erau concepute ca lucrări cu folosințe multiple. O primă amenajare de acest tip a fost lacul de acumulare Vidraru. Însăși promovarea proiectului a dat naștere unei confruntări a celor două concepții, Ministerul Energiei Electrice susținând începerea cu prioritate a lucrărilor de amenajare a Lotrului – mai eficiente din punct de vedere hidroenergetic însă cu avantaje reduse pentru alte folosințe – iar Comitetul de Stat al Apelor având preferință pentru amenajarea Argeșului, care avea avantaje multiple, chiar dacă din punct de vedere energetic avea parametri mai puțin favorabili decât amenajarea Lotrului. Nivelul de dezvoltare al țării din acea perioadă nu permitea executarea ambelor lucrări simultan. Deși ambele proiecte au fost realizate în timp, decizia de a începe întâi sistemul Vidraru, care pe lângă producerea de energie electrică servea și pentru alimentarea cu apă a zonelor Pitești și București, pentru dezvoltarea irigațiilor pe cursul Argeșului și pentru atenuarea undelor de viitură de pe Argeșul superior, a dovedit viabilitatea practică a conceptului de amenajare în scopuri multiple. În calitate de responsabil pentru bazinul Argeș, Paul Solacolu a furnizat majoritatea documentațiilor care au permis argumentarea în favoarea amenajării în primul rând a bazinului Argeș și a prezentat în 1958 profesorului Cristea Mateescu, consilier al Institutului de Studii și Proiectări Hidroenergetice (ISPH) pentru barajul Vidraru, oportunitatea extinderii captărilor secundare până la Râul Doamnei, justificate economic atât sub aspectul energetic cât și cel al gospodăririi complexe a apelor, permițând mărirea acumulării proiectate de la 250 milioane m³ volum util la 320 milioane m³, așa cum s-a realizat.
Prezintă interes scoaterea în evidență a deosebirii concepției de gospodărire a apelor între lucrările realizate în etapele anterioare, în special cea a lacului de acumulare Izvorul Muntelui de pe Bistrița (început în 1950) și cea care a stat la baza lacului Vidraru. Deși pentru lacul Izvorul Muntelui se prevăzuse posibilitatea irigării unor mari suprafețe din Bărăgan, aceste lucrări nu au fost promovate simultan cu amenajarea hidroenergetică; construcția canalului magistral pentru irigații a fost începută abia în anii 1980 și nu a fost niciodată terminată. Noua concepție adoptată a fost de a se realiza practic simultan atât barajul cât și lucrările de deservire ale diferitelor folosințe. Cu toate că lucrările au fost executate de beneficiarii diferitelor folosințe, coordonarea lucrărilor astfel încât ele să se încadreze într-un ansamblu unitar i-a revenit lui Paul Solacolu.
În continuare, Paul Solacolu a fost coordonatorul studiilor de gospodărire a apelor legate de lacul de acumulare Vidraru, partea de proiectare a construcțiilor fiind preluată de Ministerul Energiei Electrice. Amenajarea cuprindea, pe lângă barajul Vidraru și centrala hidroelectrică de la Corbeni și seria de derivații atât din afluenți ai Argeșului (Vâlsan, Râul Doamnei și alții) precum și din râul Topolog din bazinul Oltului. Din punctul de vedere al gospodăririi apelor, aceste derivații permiteau sporirea efectului regularizator al lacului Vidraru, prin mărirea debitului controlat.

### Amenajarea cursului Argeșului în zona municipiului Pitești
Barajul Vidraru era prima lucrare dintr-un ansamblu de lucrări de amenajare a Argeșului, care au continuat în anii următori prin realizarea succesiunii de lacuri de acumulare și centrale hidroelectrice de pe cursul Argeșului, în aval de Vidraru. Amenajările din amonte de Pitești aveau în principal folosință hidroenergetică, barajele realizând doar mici lacuri de acumulare cu rol de regularizare zilnică a debitelor, conform cerințelor producției de energie electrică. Ele au fost executate de Ministerul Energiei Electrice, respectându-se cerințele funcționale stabilite prin planul de amenajare al bazinului Argeș.
În zona Pitești însă, datorită dezvoltării municipiului cât și a zonei industriale învecinate, amenajarea Argeșului ridica probleme complexe legate de alimentarea cu apă orășenească și industrială precum și de apărarea împotriva inundațiilor a zonei din lunca râului. Realizarea unor lucrări hidrotehnice importante într-o zonă orășenească impunea și o serie de constrângeri determinate de sistematizarea zonei. Deși studiile preliminare de specialitate au stabilit oportunitatea construirii a 2 baraje de priză la Bascov și Prundu – Pitești, din inițiativa conducătorului politic local, susținută de șeful statului, s-a decis realizarea a două mici acumulări în cele două amplasamente. Responsabilitatea coordonării acestor lucrări a reveni Institutului Studii și Proiectări pentru Îmbunătățiri Funciare și Gospodărirea Apelor (ISPIFGA), beneficiar al investițiilor fiind desemnat Ministerul Agriculturii în 1969. Paul Solacolu a fost numit șef de proiect pentru Lacul de acumulare Bascov și Lacul de acumulare Pitești (Prundu), proiectarea lucrărilor efectuându-se de către Institutul de Studii și Proiectări Hidroenergetice (ISPH).
Lacul Bascov este creat printr-un baraj de beton de greutate de 21,25 m înălțime și o lungime la coronament pe 55 m. Descărcătorul de ape mari peste baraj este controlat de patru stavile segment de 12 m deschidere și 5.50 m înălțime. La piciorul barajului este executat disipatorul de energie, continuat cu o rizbermă din blocuri de beton și anrocamente. Pentru a limita zona inundată de lacul de acumulare au fost executate diguri longitudinale protejate cu plăci de beton, digul de pe malul drept având o lungime de 2811 m, iar cel de pe malul stâng de 760 m. Lacul de acumulare avea un volum inițial de 5,25 milioane m³. Din cauza lipsei de lucrări antierozionale în bazinul de recepție, debitele solide ale râului, în special în perioadele de viitură, erau importante, iar în decursul timpului o parte din volum a fost colmatată, ceea ce a redus volumul util la 2.4 milioane m³.
Priza principală este amplasată în culeea de pe malul stâng al barajului. Dimensionată pentru un debit de 3,00 m³/s, ea alimentează stația de tratare Bascov, de unde apa este condusă printr-o aducțiune, cu două conducte de 1,00 m diametru, până la uzina de apă Budeasa pentru alimentarea cu apă a potabilă a municipiului Pitești.
În digul de pe malul stâng, la aproximativ 500 m amonte de baraj, a fost executată o altă priză pentru irigații. Pe malul drept, în continuarea barajului deversor, este amplasată centrala hidroelectrică, cu o putere instalată de 7,7 MW, echipată cu două turbine Kaplan.
Lacul Pitești (Prundu), situat la 3 km aval de confluența Argeșului cu Râul Doamnei are o configurație similară. Barajul, de asemenea de beton de greutate, are o înălțime de 20 m și o lungime la coronament de 72 m. Pe lângă deversorul peste baraj, controlat de 4 stavile segment de 16 m deschidere, asemănătoare cu cele de la Bascov, pentru descărcarea apelor mari extraordinare a fost prevăzută, pe malul stâng, o breșă de descărcare a debitelor care depășesc 2300 m³/s. Ca și la acumularea precedentă, suprafața inundată de lacul de acumulare este limitată de diguri longitudinale, cel de pe malul stâng având o lungime de 2390 m, iar cel de pe malul drept, care protejează orașul, de 3452 m. Digurile au și funcțiunea de a proteja suprafețele din spatele lor împotriva inundațiilor. Lacul de acumulare, cu un volum inițial de 4,5 milioane m³, este în prezent 75% colmatat.
Priza de apă principală este instalată în culeea dreaptă și are un debit instalat de 6,00 m³/s, servind inițial pentru alimentarea cu apă industrială (prin pompare) a Platformei Petrochimice Pitești, prin patru conducte de 1,00 m diametru, iar în prezent pentru alimentarea cu apă industrială a rafinăriei Arpechim. Există și o priză secundară de tip tirolez care servește ca sursă de rezervă pentru alimentarea cu apă a municipiului Pitești. În digul de pe malul stâng, la 740 m amonte de baraj, este executată o priză cu un debit de 2,1 m³/s pentru alimentarea sistemului de irigații Ștefănești. De asemenea, a fost execută o centrală hidroelectrică cu o putere de 7,7 MW, echipată cu două turbine Kaplan.
O problemă aparte o constituia rezolvarea problemei evacuării apelor uzate și a apelor pluviale ale platformei industriale Pitești. Resursele de apă ale Argeșului urmau să fie utilizate în aval pentru alimentarea cu apă a municipiului București. De aceea Paul Solacolu a considerat că evacuarea lor în Argeș, chiar în cazul în care are fi fost epurate, prezenta riscuri inacceptabile și de aceea a militat pentru evacuarea acestor ape în pârâul Dâmbovnic, proiectând derivația de ape uzate și pluviale care a fost executată conform proiectului, cu recomandarea alimentării centralizate cu apă a satelor din lungul pârâului Dâmbovnic.
Pentru protecția împotriva inundațiilor provocate în vecinătatea municipiului Pitești (cartierul Zăvoi) de Râul Doamnei, studiile elaborate de Paul Solacolu preconizau realizarea unui lac de acumulare nepermanent, pentru atenuarea undelor de viitură, în zona Mărăcineni cu un volum de cca 40 milioane m³. Lucrarea a fost executată în perioada 1979 – 1984. În anii următori, au fost executate amenajări suplimentare care au creat lacul de acumulare Mărăcineni.

### Amenajarea Argeșului aval de Pitești
Paul Solacolu a avut contribuții esențiale și pentru lucrările de amenajare a cursului Argeșului, în aval de municipiul Pitești. Deși nu a mai coordonat proiectarea lucrărilor hidrotehnice, el a avut în continuare responsabilitatea părții de gospodărire a apelor a tuturor amenajărilor din zonă definindu-le atât funcțiunile cât și parametri funcționali și regulamentele de exploatare în scopuri multiple. Dintre aceste amenajări trebuie menționate în special:
- Lacul de acumulare Golești cu un volum de 78,5 milioane m³, realizat printr-un baraj de beton, de 32 m înălțime și 113,5 m lungime la coronament, prelungit cu diguri longitudinale în lungime totală de 7500 m; lucrarea a fost dată în funcțiune în 1983
- Lacul de acumulare Zăvoiul Orbului cu un volum de 5,2 milioane m³, realizat printr-un baraj de 19,5 m înălțime și 94 m lungime la coronament, prelungit cu diguri longitudinale de 7534 m.; lucrarea a fost dată în funcțiune în 1988 (ca lac de priză pentru sistemele de irigație).

Ansamblul acestor lucrări avea drept scop alimentarea cu apă potabilă și industrială a municipiului București cu un debit de 23 m³/s, asigurarea cerințelor de apă ale irigațiilor și a debitelor de primenire a lacurilor de pe valea Colentina, producerea de energie electrică și combaterea inundațiilor.

### Captarea Argeșului pentru alimentarea cu apă a municipiului București
În perioada 1930-1940 cerințele de apă ale Bucureștilor nu mai puteau fi satisfăcute din captarea de la Arcuda de pe râul Dâmbovița și din sursele subterane. Pentru rezolvarea problemei a fost prevăzută captarea râului Argeș la Ogrezeni și aducerea lor printr-un canal deschis de cca 18 km cu o capacitate de 8,0 m2/ la o nouă stație de tratare amplasată în comuna Roșu. Din cauza războiului, execuția lucrărilor, proiectate de Prof. Cristea Mateescu și Prof. Dorin Pavel (privind canalul de aducțiune), a fost relativ lentă și sistemul a fost dat în funcțiune abia în 1949, exclusiv stația de tratare. În 1965 s-au aprobat proiectele privind: alimentarea cu apă a ansamblului folosințelor capitalei (din sursa Argeș cu stația de tratare Roșu și din subteran) și alimentarea cu apă industrială a consumatorilor din sudul capitalei (din Lacul Cernica, de pe valea Colentina, cu apă adusă din râul Argeș)având ca șef de proiect pe Paul Solacolu, comportând ca lucrări hidrotehnice: 
- mărirea capacității de captare la priza Ogrezeni de la 15 m³/s la 26,5 m³/s,
- aducțiunea casetată Ogrezeni (Crivina) – Roșu de 15,0 m³/s,
- canalul de derivație (din această aducțiune și din canalul deschis) Dragomirești – Chitila
- amenajarea lacurilor de pe valea Colentina.

Astfel, din aducțiunea Ogrezeni - Roșu a fost derivat un canal care trece valea Dâmboviței în rambleu printr-un pod canal, în apropiere de Dragomirești-Deal și care debușează în Lacul Străulești asigurând debitele necesare pentru realizarea unei scurgeri salubre prin salba de lacuri de pe râul Colentina. Pe sectorul aval al acestei văi a fost realizat Lacul Pantelimon, cu un volum de 11,7 milioane m³, utilizat ca rezervă pentru captarea de apă industrială din Lacul Cernica.
Sistemul de alimentare cu apă al Capitalei a fost completat prin extinderea sistemului hidrotehnic de la Ogrezeni construindu-se un nou baraj de priză, la câțiva km în amonte și lacul de acumulare Ogrezeni amonte, realizat în afara albiei Argeșului prin executarea unor diguri de pământ etanșate printr-un pereu de beton armat având o lungime totală de 12.262 m și o înălțime variind între 3 – 7 m. Priza pentru captarea apei și umplerea lacului este prevăzută cu 6 deschideri de 2,50 x 4,00 m echipate cu vane plane. Lacul de acumulare, cu un volum total de 5,7 milioane m³, permite alimentarea fără întreruperi a stației de tratare a apei de la Roșu și a noii stații de tratare Ogrezeni pe o perioadă de 3-5 zile în cazul unor poluări accidentale pe Argeș, al turbidității crescute la viituri mari sau a altor fenomene care împiedică prelevarea debitelor din Argeș. Acumularea laterală, nu sporește capacitatea sistemului de alimentare cu apă a municipiului București, având în special scopul de ridicare a siguranței de exploatare a sistemului.

### Amenajarea afluenților cursului superior al Argeșului
Tot în conformitate cu schemele de amenajare elaborate de Paul Solacolu s-au executat lucrările de amenajare ale afluenților Argeșului. În afară de afluenții derivați în lacul de acumulare Vidraru, cele mai însemnate lucrări sunt cele de pe Râul Târgului. În aval de confluența acestuia cu afluentul Râușorul a fost construit barajul de anrocamente Râușor, având o înălțime de 117 m și o lungime la coronament de 380 m. Lacul de acumulare Râușor are un volum de 52,4 milioane m³ și o suprafață de 190 ha.
În aval, pe sectorul dintre barajul Râușor și Schitu Golești a fost executat un lanț de centrale hidroelectrice. În afară de producția de energie, lacul de acumulare mai servește și la asigurarea cerințelor de apă potabilă și industrială din aval precum și pentru irigații pe cursul inferior.

### Amenajarea bazinului superior alDâmboviței
În anii următori, au început și lucrările de amenajare a subbazinului Dâmboviței, legate de lacul de acumulare Pecineagu, de pe cursul superior al râului, unde Paul Solacolu s-a ocupat de problemele de gospodărire a apelor. Pentru suplimentarea disponibilului de apă din bazinul Dâmboviței, schema de amenajare elaborată de Paul Solacolu cuprindea și captarea micilor cursuri de apă de pe versantul nordic al munților Făgăraș și derivarea lor gravitațională în Dâmbovița, în lacul Pecineagu, mărind debitul mediu la 6,8 m³/s. În interesul gospodăririi chibzuite a apelor, schema hidrotehnică includea reversibilitatea sistemului, în caz de secetă fiind posibilă derivarea gravitațională a unor debite din acumularea Pecineagu în râul Sebeș din zona Făgăraș. Lucrările de derivație au fost începute în 1984 dar după excavarea a 12,3 km de aducțiune, au fost sistate în 1992. Noi studii elaborate de Paul Solacolu asupra efectului acestor derivații asupra folosințelor de pe versantul nordic. în județele Brașov și Sibiu au arătat viabilitatea soluției preconizate. Pe lângă aspectele hidrotehnice și de influentă asupra mediului înconjurător noile studii au mai demonstrat corectitudinea viziunii de gospodărire a apelor a lui Paul Solacolu, schema de amenajare pe care o concepuse în 1960-1961 rămânând o soluție viabilă cu peste 4 decenii mai târziu. Drept consecință lucrările de derivație au fost reluate ulterior și totalul de 32,6 km de galerii de aducțiune a fost dat în funcțiune în 2003.
Schema de amenajare a Dâmboviței superioare, propuse de Paul Solacolu cuprindea lacul de acumulare Pecineagu, având un volum de 63 milioane m³. Barajul de anrocamente de 107 m înălțime și 267 m lungime la coronament a fost proiectat, în calitate de șef de proiect de inginerul Sandu Condeescu, care și-a pierdut viața într-un accident în timpul recepției lucrărilor. În aval de acumulare s-a executat o succesiune de centrale hidroelectrice cu lacuri de acumulare mai mici, valorificând potențialul hidroenergetic al sectorului dintre barajul Pecineagu și Dragoslavele.
Pentru regularizarea debitelor în zona de șes a fost realizat lacul de acumulare Văcărești, situat aval de Târgoviște. Lacul este constituit dintr-un compartiment cu reținere permanentă și un compartiment lateral pentru atenuarea viiturilor. Lacul are un volum maxim de 54,1 milioane m³ (din care 14,3 milioane m³ la nivelul normal de retenție și 39,8 milioane m³ volum de atenuare a viiturilor, incluzând polderul) și o suprafață maximă de 730 ha. (din care 450 ha în polder) la nivelul maxim. Barajul de beton de 26 m înălțime, prelungit cu diguri longitudinale de pământ a fost dat în funcțiune în 1989. Funcțiunea principală a amenajării este atenuarea viiturilor foarte mari pentru apărarea capitalei de inundații; în subsidiar, acumularea are și rolul de alimentare cu apă a capitalei și a irigațiilor precum și de producere de energie electrică. În afară de schema generală de amenajare, Paul Solacolu a avut responsabilitatea elaborării planului de exploatare al acumulării.

### Amenajări de gospodărire a apelor în zona Capitalei

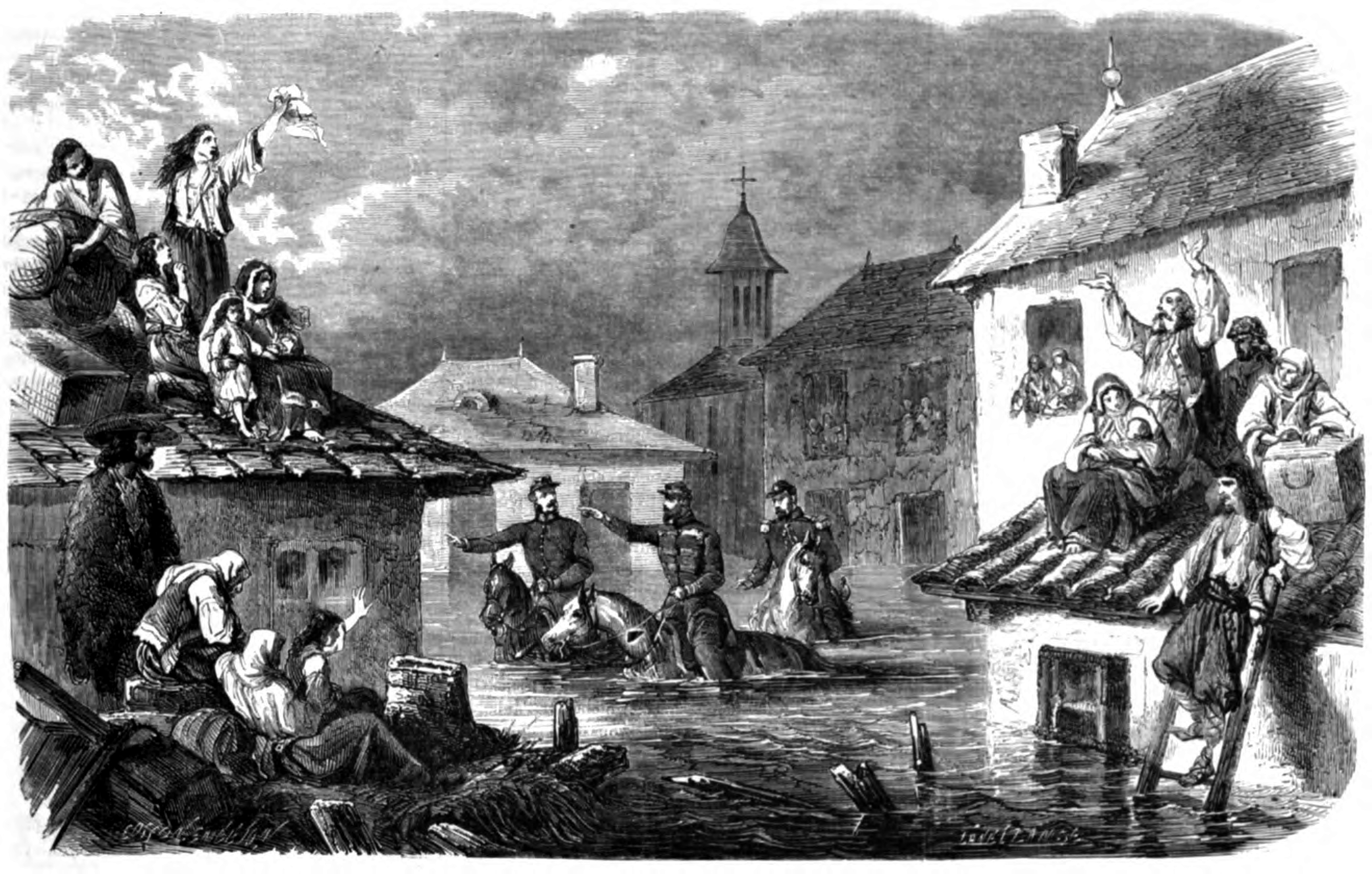
Domnitorul Alexandru Ion Cuza şi Dr. Carol Davila vizitând cartierul Tabaci din Bucureşti, inundat de râul Dâmboviţa în 1862

Gospodărirea apelor din zona orașului București în timpul întregii sale cariere o preocupare de primă importanță a lui Paul Solacolu. Aceste probleme erau de o complexitate deosebită în mare parte din cauza amplasării relativ defavorabile a orașului, într-o zonă cu râuri relativ mici, cu resurse insuficiente pentru asigurarea cerințelor de apă ale unei mari aglomerații urbane iar pe de altă parte cu un regim torențial care constituiau un pericol permanent de inundații. De asemenea, pe valea unora din râurile din zona capitalei, cum era de exemplu râul Colentina, existau zone mlăștinoase și condiții de scurgere insalubre. Aceste probleme deveniseră evidente cu peste două secole în urmă, și în decursul timpului se executaseră diferite lucrări care încercaseră să rezolve, măcar în parte, problemele hidrotehnice ale zonei.
Având responsabilitatea schemei de gospodărire a apelor din zonă, Paul Solacolu era confruntat cu o problemă deosebit de complexă nu doar din cauza condițiilor naturale dar și din cauza constrângerilor create, pe de o parte de lucrările existente, iar pe de altă parte de dezvoltarea zonei care lăsa puțin spațiu pentru executarea unor construcții hidrotehnice. Meritul lui Paul Solacolu este cel de a fi conceput un ansamblu de lucrări care constituie un ansamblu armonios, în care fiecare dintre ele are un rol bine determinat pentru realizarea efectului de ansamblu și care permit o elasticitate în funcționare, astfel încât aceasta să se poată fi adaptată unei mari diversități a repartiției fenomenelor hidrologice pe suprafața bazinului.
Mai este de remarcat că, deși a coordonat lucrări care s-au executat într-o perioadă de aproape 50 de ani, lucrările de amenajare nu sunt pe deplin terminate și că desăvârșirea schemelor de amenajare concepute de Paul Solacolu rămâne o responsabilitate a generațiilor viitoare.

#### Lucrări de combatere a inundațiilor în zona orașului București
Orașul București era situat în lunca inundabilă a Râul Dâmbovița și era afectat periodic de inundații, al căror efect sporea pe măsură ce orașul se dezvolta. În urma unor inundații catastrofale Domnitorul Alexandru Ipsilanti l-a însărcinat pe secretarul său, căpitanul austriac Franz Josef Sulzer, să realizeze lucrări de apărare a orașului. Acesta a realizat un baraj de lemn pe Dâmbovița la Lungulețu și un canal de derivare a Dâmboviței spre râul Ciorogârla. Ca urmare a acestui derivații, erau controlate debitele provenind de pe Dâmbovița superioară, dar mai rămânea riscul unor inundații prin viituri provocate fie din ploi torențiale pe bazinul inferior al Dâmboviței fie fie prin depășirea capacității derivației.
Inundații deosebit de grave s-au produs în București în 1837, provocate de Râul Ilfov, afluent al Dâmboviței, dar mai ales în 1862, 1864 și 1865. Ca urmare, sub domnia lui Alexandru Ion Cuza, au fost începute lucrări de regularizare a cursului Dâmboviței în București. Lucrări de amploare mai mare au fost executate abia în anii 1880 când cursul Dâmboviței a fost canalizat în aval de Grozăvești. Lucrările au fost continuate în 1898-1900 în amonte de Grozăvești până la Ciurel, ultimele lucrări de sistematizare executate înainte de cel de al doilea război mondial fiind planșeul de acoperire a Dâmboviței între fostul pod al Senatului (în prezent Piața Națiunilor Unite) și Piața Unirii.
Pe lângă regularizarea cursului Dâmboviței în capitală, în 1885 fusese dat în funcțiune nodul hidrotehnic de la Brezoaiele situat pe canalul de derivație al lui Ipsilanti pe care fusese mutat cursul râului Dâmbovița. Nodul de la Brezoaiele deriva debitele de viitură ale Dâmboviței în râul Ciorogârla, pe când debitele mici și mijlocii erau lăsate să se scurgă pe un canal cu o capacitate de 10 m³/s până la Arcuda unde erau captate, desnisipate și tratate, fiind și apoi conduse până la stația de pompare a apei potabile a Bucureștilor de la Grozăvești. În decursul timpului lucrarea și-a demonstrat viabilitatea; totuși existau situații în care debitele maxime depășeau capacitatea de tranzit a Dâmboviței regularizate, fenomen care s-a produs în 1975. Pe de altă parte, anumite zone ale orașului, situate la cote mai joase decât malul Dâmboviței, ajungeau să fie inundate prin refularea apelor prin sistemul de canalizare a apelor pluviale.
Paul Solacolu s-a ocupat intens de rezolvarea problemelor de apărare a orașului București contribuind esențial la proiecte printre care construirea unui nou baraj de derivație la Brezoaiele, în amonte de cel existent, împreună cu o derivație de ape mari Dâmbovița – Argeș, a acumulării Văcărești pentru atenuarea viiturilor (menționate anterior) și a derivației de ape mari, din revărsări ale Dâmboviței și ale afluentului Ilfov, numita Răcari-Brezoaiele. Noul nod hidrotehnic de la Brezoaiele, are o funcțiune dublă, pe de o parte de a deriva a parte din debitele de viitură în Argeș, degrevând parțial valea râului Ciorogârla, iar pe de altă parte de a tranzita pe albia Dâmboviței canalizate debitele necesare pentru captarea de la Arcuda și pentru scurgerea salubră pe Dâmbovița în București. Derivația Dâmbovița – Argeș a intrat în funcțiune în 1984.

#### Amenajarea Dâmboviței amonte de București
În afară de nodurile hidrotehnice și diferitele lucrări de derivație, pentru combaterea inundațiilor pe Dâmbovița, în aval de lacul de acumulare Văcărești au fost executate lucrări de îndiguire a Dâmboviței până la Conțești, adică până în zona controlată de lucrările de derivație din zona Brezoaiele. Schema de amenajare a lui Paul Solacolu mai prevedea și executarea lucrărilor de îndiguire și regularizare pe râul Ciorogârla, a cărei albie naturală nu are capacitatea de evacuare a viiturilor Dâmboviței. Nici aceste lucrări, nici mărirea capacității de descărcare a podului de cale ferată de la Conțești nu au fost însă executate până în prezent.
Cu tot acest ansamblu de lucrări, mai rămânea o parte din bazinul Dâmboviței situată în aval de toate derivațiile, care era necontrolată. Ploi torențiale concentrate pe acest bazin puteau și ele provoca inundarea Bucureștilor. De aceea, în conformitate cu schema lui Paul Solacolu a fost proiectată o acumulare – polder în zona Chiajna. Din dispoziția lui Nicolae Ceaușescu a fost preferată soluția unui lac acumulare în albia râului Dâmbovița, amonte de stăvilarul Ciurel, unde începea cursul regularizat din zona urbană.
Lacul Morii este realizat printr-un baraj de 15 m înălțime, cu un corp central de beton, prelungit cu diguri de pământ longitudinale cu o lungime totală de 3,7 km. Suprafața lacului este de 220 ha, iar volumul lacului este de 14,1 milioane m³, având o tranșă de atenuare a viiturilor de 5,4 milioane m³, peste nivelul normal de retenție. Volumul efectiv pentru atenuarea viiturilor poate fi mărit prin realizarea de pregoliri, în perioadele în care se prognozează apariția unor viituri.

#### Amenajarea râului Ilfov
Râul Ilfov este un curs de apă de șes, aparent neînsemnat, cunoscut în general pentru faptul că a dat numele unui județ al țării. Râul are un regim torențial, în perioadele secetoase având debite neglijabile, pe când în perioadele ploioase poate produce viituri care au afectat nu doar zonele din albia proprie, dar și în lunca râului Dâmbovița, din aval, în particular în București, cum s-a întâmplat în 1837, ca urmare executându-se derivația Ilfov – Colentina (Bolovani) cu o capacitate de 50 m³/s.
O primă serie de lucrări a fost executată în perioada 1969 – 1972 și consta dintr-o derivație din râul Ialomița în Ilfov, la Târgoviște, urmată de un lanț de cinci lacuri de acumulare pe Ilfov, situate în aval de Ulmi, având drept scop principal alimentarea unor mici sisteme de irigații în județul Dâmbovița. În 1976 - 1978 au fost executate alte două lacuri Adunați și Ilfoveni, odată cu derivația Ilfov-Dâmbovița, în zona Mircea Vodă, cu o capacitate de 4 m³/s.
O ultimă lucrare a fost derivația Ilfov – Dâmbovița, din zona Răcari, care permitea devierea debitelor de viitură ale Ilfovului în Dâmbovița, de unde puteau fi tranzitate mai departe fie în Ciorogârla, fie în Argeș prin derivația Brezoaiele (Dâmbovița – Argeș), care debușează în Argeș în amonte de podul peste Argeș al autostrăzii București – Pitești. Ansamblul acestor lucrări a fost terminat în 1998.

#### Amenajarea Dâmboviței în București

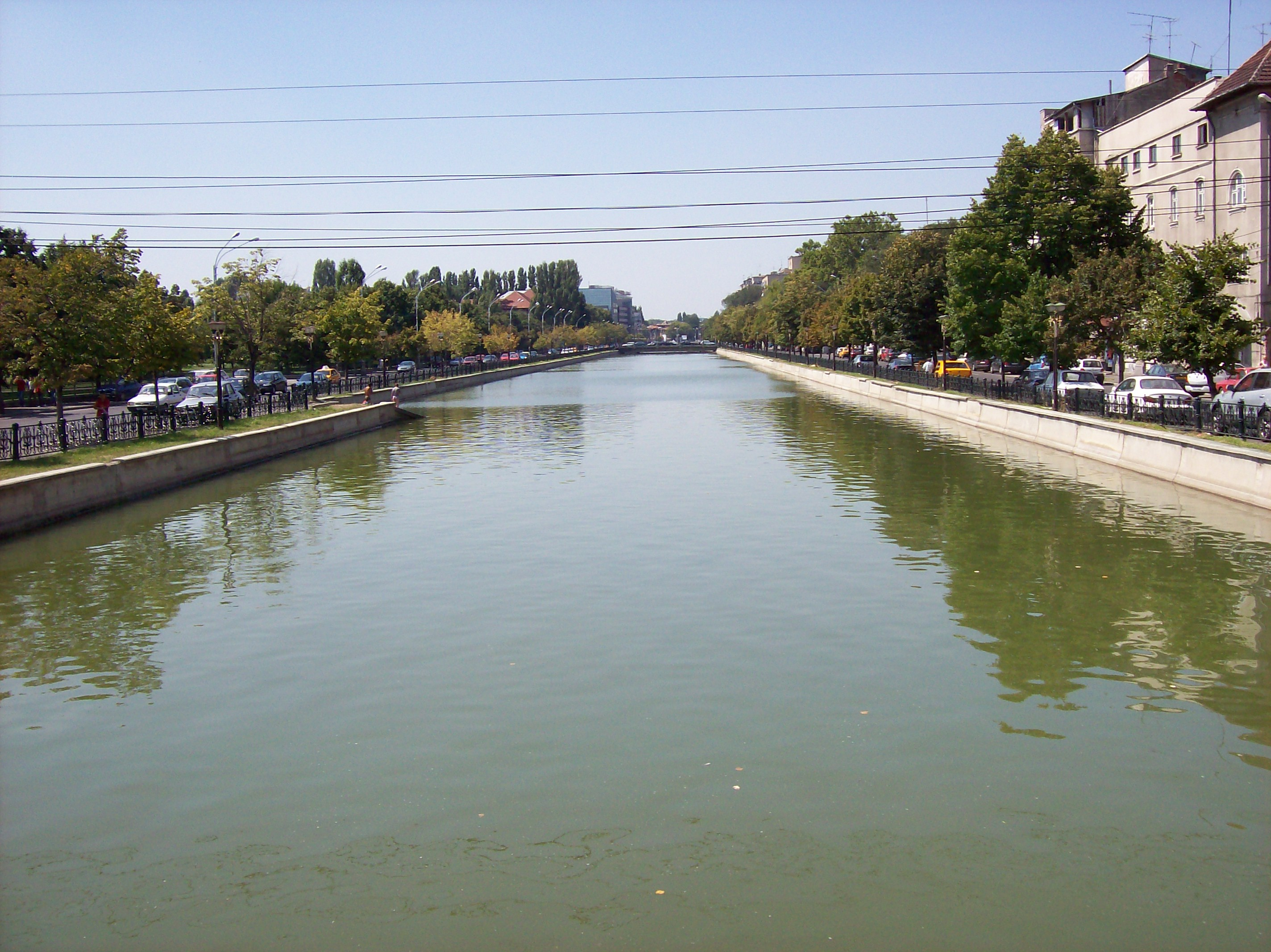
Cuva de acoperire a albiei Dâmboviţei în Bucureşti

Lucrările de regularizare a Dâmboviței nu se extinseseră în trecut în aval de București și, de aceea, în anul 1957 Paul Solacolu a fost însărcinat cu anteproiectul regularizării cursului Dâmboviței din la Tânganu la confluența cu Argeșul, traseul și caracteristicile acestuia fiind stabilite ca pentru un canal navigabil.
Problemele amenajării Dâmboviței în zona orașului București, aval de stăvilarul Ciurel au devenit mai acute în momentul în au început amplele lucrări de sistematizare a centrului capitalei, în jurul anului 1975. Extinderea orașului, combinată cu reducerea considerabilă a spațiilor verzi duseseră a o sporire a debitelor evacuate în Dâmbovița prin sistemul de canalizare a apelor pluviale. Pe de altă parte unele dintre lucrările executate în albia Dâmboviței avuseseră drept consecință o modificare a condițiilor de scurgere atât prin modificarea regimului de drenare a apelor subterane în urma executării metroului cât și în albia propriu zisă a Dâmboviței.
Deși se analizaseră diferite variante de menținere a albiei Dâmboviței, Nicolae Ceaușescu a impus soluția de acoperire a râului printr-o cuvă artificială biefată, asigurând scurgerea, în trepte, a debitului de împrospătare și, parțial, a debitelor maxime. De asemenea era necesară executarea unor canalizări longitudinale care să conducă apele uzate ale orașului și cele pluviale obișnuite la stația de epurare proiectată în localitatea Glina, care s-a realizat prin două canale colectoare casetate dispuse sub cuvele de apă curată. Toate aceste lucrări duceau la o reducere a secțiunii disponibile pentru scurgerea debitelor în cazul unor ploi torențiale pe bazinul urban al Dâmboviței, care depășeau capacitatea de evacuare a Dâmboviței, chiar în condițiile existenței efectului de atenuare al Lacului Morilor a unor viituri simultane din amonte.
Paul Solacolu a participat la diferitele studii privitoare la amenajarea Dâmboviței în București, preocupările sale concentrându-se asupra condițiilor de scurgere a apelor mari provenite din ploi și asupra regulamentului de exploatare a lucrărilor de amenajare a Dâmboviței în București. În condițiile anilor 1980 Paul Solacolu nu a putut să se opună direct soluțiilor impuse de Ceaușescu. El a reușit totuși să se adapteze aceste soluții și să minimizeze efectele lor negative. De asemenea, studiile sale au arătat deficiențele proiectelor realizate și necesitatea ca, în etape următoare, să se ia măsuri pentru remedierea acestor deficiențe. Totuși, nici după 1990, măsurile corective nu au fost luate și, în cazul unor precipitații extraordinare, pericolul de inundații mai persistă și în prezent.

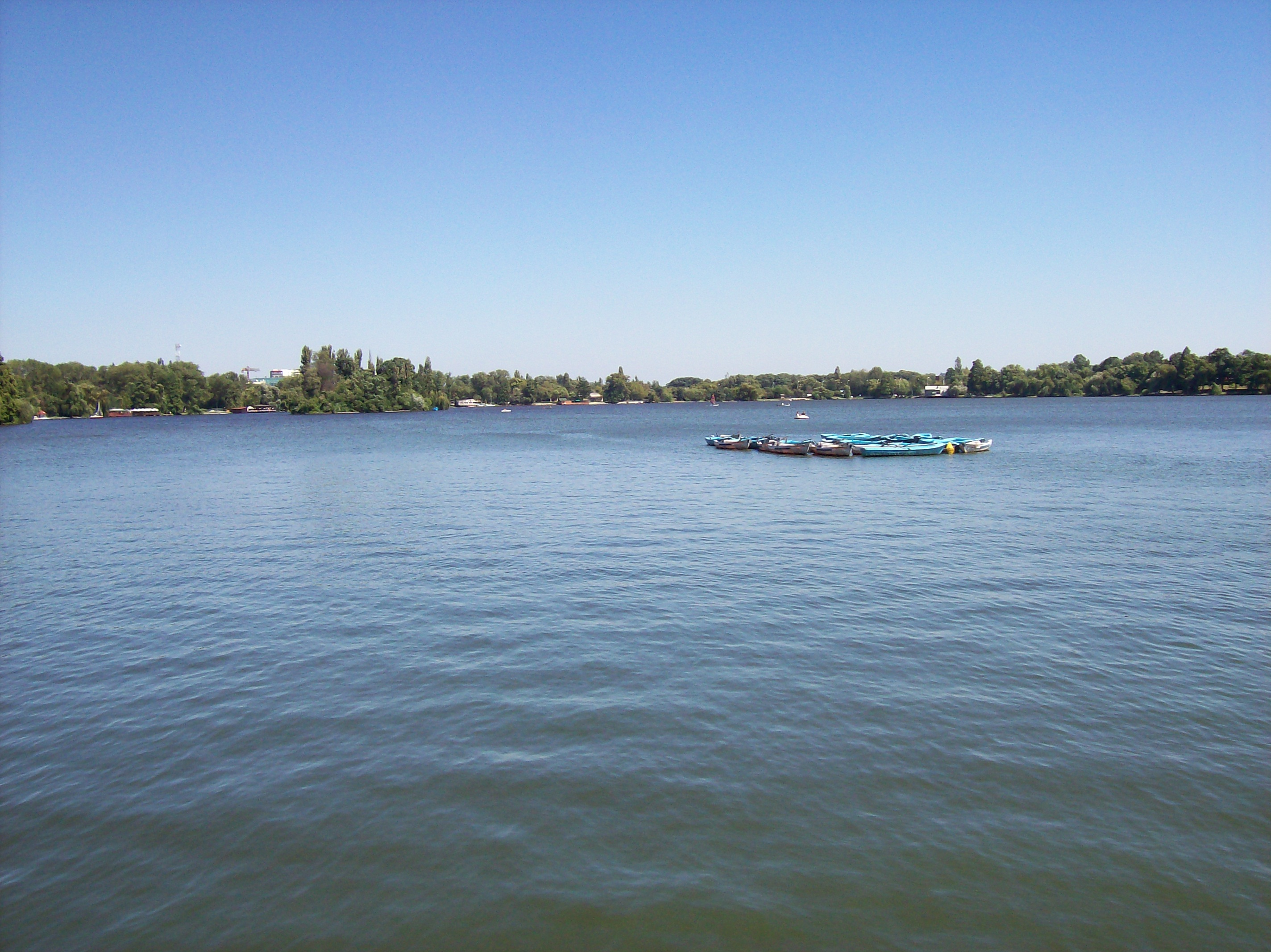
Lacul Herăstrău de pe Valea Colentina

#### Dezvoltarea lucrărilor de pe Valea Colentina
Prima amenajare de pe valea râului Colentina o constituie Lacul Mogoșoaia amenajat odată cu construcția, în 1702, a palatului Mogoșoaia de către Constantin Brâncoveanu. Deși în decursul timpurilor barajul care creează lacul a fost refăcut, nivelul luciului de apă în zona complexului brâncovenesc a fost menținut același până în prezent.
În jurul anului 1935, sub direcția lui Nicolae Caranfil, Uzinele Comunale București (UCB) au întreprins lucrări de asanare a văii Colentina în partea de nord a municipiului București. Lucrările, proiectate de profesorul Dorin Pavel cuprindeau:
- derivația Ialomița-Colentina (Bilciurești) cu un debit capabil de 15 m³/s;
- Lacul Buftea cu un volum de 9,2 milioane m³ pentru controlarea debitelor râului;
- lanțul de lacuri de agrement: Băneasa, Herăstrău, Floreasca și Tei.

În același timp a fost realizată o zonă de parcuri în vecinătatea lacurilor.
Lucrările, încheiate în 1939, au fost întrerupte din cauza războiului, însă interesul pentru amenajarea zonei a reapărut după 1950. În această perioadă, Paul Solacolu s-a ocupat elaborarea anteproiectului lacului de acumulare Cernica, însă lucrările de amenajare a râului Colentina nu au fost abordate decât după peste un deceniu.
În bazinul superior, amonte de Buftea, au fost proiectate o serie de lacuri de acumulare de importanță locală, în zona localităților Ghimpați, Dâmbovița și Ciocănești pe râul Colentina (neexecutate încă) și iazuri piscocole în zona Crevedia, Dâmbovița, pe afluentul ei Crevedia
Extinderea folosințelor din nordul Capitalei a avut ca efect o poluare mai accentată a lacurilor de pe valea Colentinei. Pentru asigurarea unor debite de diluție a fost realizat canalul Dragomirești-Deal – Chitila care permitea aducerea unor debite suplimentare din Râul Argeș în cadrul proiectului de alimentare cu apă industrială a consumatorilor din sudul capitalei.
Pe sectorul dintre lacul Mogoșoaia și lacul Băneasa au fost executate trei noi lacuri de acumulare, Chitila, Străulești și Grivița, asigurând o zonă de agrement în vecinătatea noilor cartiere din nordul Capitalei. Pe sectorul aval de lacul Tei au fost realizat lanțul de lacuri Plumbuita[, Fundeni, Pantelimon I, Pantelimon II și Cernica, dintre care lacul Pantelimon I nu a fost dat în funcțiune din cauza unor probleme legate de proprietatea terenurilor pe care este prevăzut lacul. Dintre acestea, Paul Solacolu a fost direct implicat în execuția lacurilor Străulești, Pantelimon II și Cernica.

#### Canalul navigabil București – Dunăre
Propuneri pentru realizarea unei legături navigabile între București și Dunăre au existat încă înainte de primul război mondial. Ținând seama de dificultățile de realizare a construcțiilor în albia Dâmboviței, în perioada interbelică Dorin Pavel propusese realizarea unui canal ecluzat pe terasa de pe malul stâng al Dâmboviței. Ulterior, Andrei Filotti propusese realizarea legăturii cu Dunărea prin valea Mostiștei, corelat cu canalul magistral de irigare a Bărăganului. Rentabilitatea unui asemenea canal devenea însă din ce în ce mai discutabilă, nu numai în condițiile din România dar și la nivel mondial, costul transportului naval devenind prohibitiv din investițiile importante ale lucrărilor hidrotehnice în comparație cu costul altor modalități de transport.
Totuși în anii 1980 și, în special după darea în funcțiune a canalului Dunăre – Marea Neagră în 1984, Nicolae Ceaușescu a reluat ideea unei legături navigabile, legată de amenajarea Dâmboviței în București. Cu toată opoziția forurilor tehnice Ceaușescu, a insistat asupra soluției celei mai puțin avantajoase și prezentând dificultățile tehnice cele mai mari, anume de executare a căii navigabile în albia Argeșului. De asemenea Ceaușescu insista și pentru amenajarea unei prelungiri a canalului, prin navigabilizarea cursului Argeșului până la Pitești.
Deși responsabilitatea proiectării lucrărilor de navigație revenea Ministerului Transporturilor, Paul Solacolu a fost însărcinat cu studiile de gospodărire a apelor legate de canalele navigabile. Paul Solacolu a încercat să propună soluții mai puțin costisitoare, printre altele prin realizarea legăturii navigabile spre Pitești parțial pe valea Neajlovului, care necesita o secțiune mult mai mică a albiei și descărcători de ape mari mult mai reduși. În studiile de gospodărire a apelor pentru amenajarea Dâmboviței aval de București, Paul Solacolu a scos în evidență toate desavantajele soluției atât din punct de vedere al gospodăririi apelor cât și al protecției mediului înconjurător, printre care și cele de realizare a unei căi navigabile pe un râu care primea ca afluent, la Budești, râul Dâmbovița în care erau deversate, fără epurare, toate apele uzate din zona București. Niculae Ceaușescu a respins toate aceste argumente, menținându-și preferința pentru soluțiile cele mai desavantajoase atât din punct de vedere tehnic cât și economic, singura concesie fiind de a aproba începerea execuției stației de epurare de la Glina, dar
.

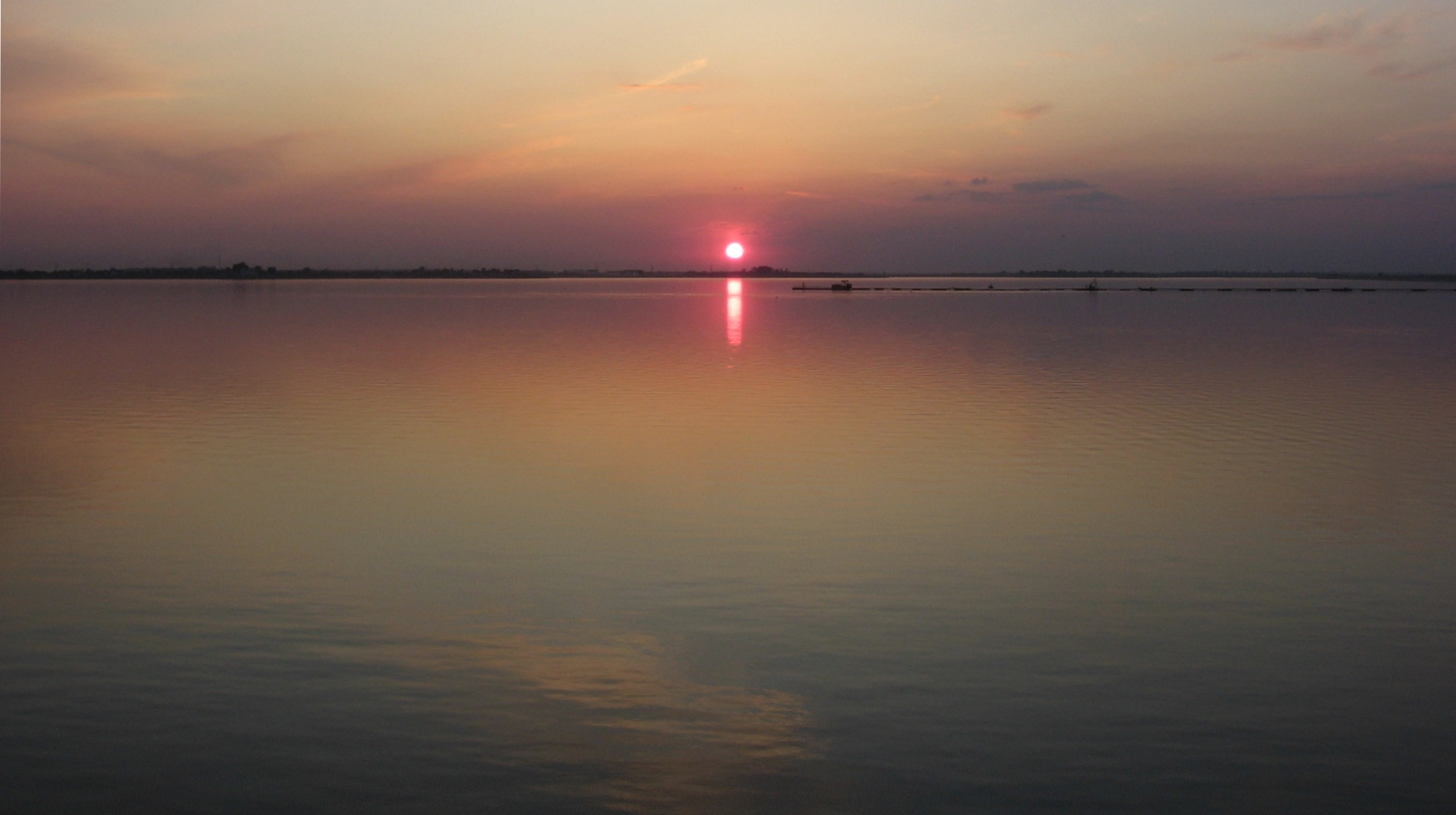
Lacul de acumulare Mihăileşti pe Argeş

Tot legat de canalul București-Dunăre în soluția preferată de Nicolae Ceaușescu a fost executat Lacul de acumulare Mihăilești de pe Argeș. Lacul de acumulare nu era prevăzut în schema de amenajare a Argeșului, fiind situat în aval de majoritatea folosințelor. Realizarea lacului de acumulare a fost aprobată cu toate implicațiile negative legate de inundarea unor mari suprafețe și modificarea regimului apelor subterane, care fuseseră scoase în evidență de proiectanți. Inițial, lacul avea un volum de 76,3 milioane m³ și o suprafață de 1013 ha la nivelul normal de retenție. După 1990, nivelul normal de retenție a fost coborât cu un metru, volumul util fiind redus la 57,5 milioane m³, suprafața lacului fiind de 995 ha. Aceasta a permis realizarea unui volum total de atenuare a viiturilor de 40 milioane m³ peste nivelul retenției normale. Barajul frontal este prelungit cu diguri longitudinale de 2100 m lungime pe malul drept și 11800 m pe malul stâng. Proiectarea barajului a fost și ea legată de discuții generate de inițiativele lui Nicolae Ceaușescu care intervenea din ce în ce mai mult în soluțiile tehnice. Astfel, el a decis ca descărcătorii de ape mari să fie asemănători cu cei de la Lacul Morii de pe Dâmbovița, cu toate că debitele de viitură ale Argeșului erau mult mai mari decât cele de pe Dâmbovița, care în era un râu mai mic decât Argeșului, iar viiturile acesteia, atenuate în lacul de acumulare Văcărești, erau în cea mai mare parte deviate în Argeș, amonte de Lacul Morii. Executarea unor descărcători subdimensionați punea în pericol siguranța barajului și, în cazul unei ruperi a acestuia, risca să provoace inundații catastrofale pe valea Argeșului în aval. Descărcătorii au fost parțial refăcuți după 1990, când s-au deschis și celelalte două goliri de fund și s-a realizat un deversor de siguranță.
În climatul politic al perioadei respective semnalele de alarmă scoase în evidență de studiile lui Paul Solacolu au fost ignorate și decizia conducerii politice a fost de a se ignora dezavantajele respective și de a se trece la execuția lucrărilor. Lucrările, exceptând acumularea Mihăilești, deja realizată, au fost oprite abia în 1990, neputând fi justificate economic.

### Concluzii asupra schemei de amenajare a bazinului Argeș
Schema de amenajare a bazinului Argeș urmărește aceleași principii ca cele pentru amenajarea celorlalte bazine hidrografice din România. Comparativ cu celelalte scheme, ea este însă cea care prezintă o complexitate deosebită.
Dacă alte scheme de amenajare se concentrează pe câteva lucrări cheie care rezolvă în special problemele de gospodărire a apelor de pe cursurile de apă principale, în cazul bazinului Argeș Paul Solacolu a analizat în detaliu și rolul pe care îl au subbazinele râurilor mai mici. El a reușit să identifice soluții care rezolvă problemele proprii ale acestor subbazine, dar în același timp conferindu-le un rol care se integrează în concepția generală de amenajare a întregului bazin.
Un al doilea element caracteristic al acestei scheme îl constituie elasticitatea în funcționare pe care o permit lucrările realizate. Sistemul de derivații și lacuri de acumulare conceput de Paul Solacolu permite o redistribuire în timp și în spațiu a resurselor de apă astfel încât să poată face față unei mari variații ale factorilor naturali și ale cerințelor. De asemenea unul din obiectivele principale l-a constituit schema de apărare a capitalei împotriva inundațiilor
Dar dacă concepția ansamblului acestor lucrări este unitară, ele își pot realiza efectul scontat numai dacă funcțiunile lor sunt menținute și dacă ele sunt exploatate ținând seama de aceeași concepție unitară. Niciunul dintre aceste deziderate nu este însă îndeplinit. Există mari carențe în întreținerea multora din lucrări, și nu doar a celor de proporții mici. Măsurile de protecție a calității apelor multora din lacurile de acumulare, cum sunt Lacul Morii dar mai ales unele din lacurile de pe valea Colentinei lasă foarte mult de dorit în special datorită deversării apelor uzate, insuficient epurate la Buftea. Faptul că întreținerea diferitelor lucrări hidrotehnice este descentralizată și revine unui număr mare de întreprinderi, care în cea mai mare parte a lor nu sunt conștiente de rolul fiecăreia din aceste lucrări în schema de ansamblu creează riscul unei exploatări necorespunzătoare a lucrărilor și implicit cel de a nu se atinge efectele scontate. Arta lui Paul Solacolu a fost de a crea un sistem de gospodărire a apelor în care fiecare construcție își are rolul ei, similar cu cel al fiecărui instrument într-o orchestră simfonică. Dar, dacă se duce analogia mai departe, existența orchestrei nu este în sine o condiție suficientă pentru a produce o simfonie; în plus, este necesar ca toate instrumentele să fie perfect acordate și să existe un singur dirijor care să cunoască partitura și care să conducă orchestra. Rămâne astfel de văzut dacă generațiile viitoare vor ști să valorifice moștenirea pe care le-a lăsat-o Paul Solacolu.

## Amenajarea bazinului hidrografic al Crișurilor

### Planul de amenajare al bazinului Crișurilor
Oricât de importante ar fi realizările sale din bazinul Argeșului, Paul Solacolu și-a lăsat amprenta și asupra unor lucrări hidrotehnice din alte părți ale țării. În perioada 1961 – 1962 el a coordonat, în calitate de șef de proiect, planul de amenajare al bazinului Crișurilor.
Specificul bazinului Crișurilor era mult diferit de cel al Argeșului. Cu excepția municipiului Oradea bazinul nu avea mari aglomerații urbane. Pe de altă parte problemele de inundații și de exces de umiditate aveau o pondere deosebită; ele determinaseră realizarea unor lucrări de îndiguire și de desecare încă înainte de primul război mondial. Era însă necesară aducerea lor la standarde moderne și ridicarea gradului lor de siguranță. Din punct de vedere al potențialului hidroenergetic, singurul subbazin care prezenta interes era cel al Crișului Repede, unde Paul Solacolu a inclus prevederile de amenajare a sistemului Drăgan-Iad corelându-se cu nevoile de apă ale câmpiei de vest, pe lângă cele ale municipiului Oradea. De asemenea, schema mai prevedea lucrări pentru alimentările cu apă potabilă și industrială ale centrelor miniere din munții Apuseni.
Schema de amenajare elaborată de Paul Solacolu în cadrul planului de amenajare al bazinului Crișurilor, a constituit baza lucrărilor executate în deceniile următoare.

### Lacul de acumulare Leșu
Interesul său pentru bazinul Crișurilor nu s-a terminat însă cu elaborarea acestui plan. Dezvoltarea zonei Oradea necesita extinderea sistemului de alimentare cu apă, ceeace necesita realizarea unor lucrări de regularizare a debitelor Crișului Repede. Paul Solacolu a preluat, în calitate de șef de proiect, proiectarea acumulării Leșu pe râul Iada (adeseori cunoscut sub denumirea incorectă de Râul Iad). Lacul de acumulare, cu un volum de 28,3 milioane m³ are o suprafață de 120 ha la nivelul normal de retenție. Barajul, proiectat de Institutul de Studii și Proiectări Hidroenergetice (ISPH), este din anrocamente cu o mască de etanșare din beton armat pe paramentul amonte. Înălțimea barajului este de 60,50 m, lungimea coronamentului de 180 m, iar lățimea de 7 m la coronament și 190 m la bază. Ecranul de injecții pentru etanșarea fundației s-a executat din galeria perimetrală amplasată în pintenul de reazăm al măștii de etanșare. Aceeași galerie are și rol de drenaj al infiltrațiilor.
Pentru evacuarea apelor mari s-a executat pe malul drept un descărcător de suprafață având capacitatea de evacuare a 292 m³/s. Deversorul are o deschidere de 18 m și este prelungit cu un canal de evacuare de tip trambulină de 88 m lungime. Proiectul cuprinde și o golire de fund care a fost amplasată în galeria de deviere a apelor în timpul construcției. Galeria de golire are o lungime de 312 m și este echipată cu două vane, una fluture și una conică, capacitatea de evacuare fiind de 37,2 m³/s, fiind prevăzută și cu o priză la o cotă superioară pentru gospodărirea curentă a debitelor necesare folosințelor din aval. Lucrările s-au executat în 1968-72.
Într-o etapă ulterioară a fost executată și o centrală hidroelectrică la piciorul barajului, cu o putere instalată de 3,4 MW și un debit instalat de 8 m³/s. Debitul pentru funcționarea hidrocentralei este preluat din golirea de fund a barajului.
În jurul lacului de acumulare s-a dezvoltat, în ultimii ani, o zonă turistică, construcția principală a organizării de șantier fiind special proiectată pentru a permite transformarea ulterioară în hotel turistic.

## Amenajarea bazinului hidrografic Timiș-Bega
Paul Solacolu s-a interesat de bazinul hidrografic Timiș-Bega încă din anii 1956-1958 când a participat la elaborarea schemelor de amenajare ale bazinelor Bega Veche și Timiș-Bega. În perioadele următoare el a avut prilejul să participe în repetate rânduri la gospodărirea apelor din Banat, contribuția sa cea mai recentă fiind cea legată de analiza condițiilor care s-au produs inundațiile și ruperile de diguri din anii 2000 și 2005 pe râul Timiș.

## Activitatea de expert internațional
În perioada regimului comunist, neavând autorizarea de a părăsi țara, Paul Solacolu nu a putut lua contracte de consultanță internațională, cu toată competența sa tehnică. După 1989 a fost solicitate de Organizația Națiunilor Unite să lucreze ca expert pentru evaluarea planului de amenajare a apelor din Senegal. Dar această recunoaștere internațională a fost târzie. Din cauza vârstei, el nu a putut să continue o activitate de consultanță care i-ar fi cerut deplasări în țări cu condiții climatice extreme.

## Concluzii
Deși a avut responsabilitatea coordonării unor proiecte importante, care au fost realizate și care lasă o amprentă personală asupra dezvoltării hidrotehnice în România, activitatea lui Paul Solacolu nu trebuie limitată la aceste lucrări. În calitatea sa de consilier și de membru al comisiilor de avizare a proiectelor de lucrări de gospodărire a apelor, Paul Solacolu a îndrumat generații întregi de ingineri și astfel viziunea sa inginerească s-a reflectat în multe alte proiecte în care a fost implicat. Realizările sale deosebite sunt rezultatul unei culturi tehnice extrem de temeinice și a unei seriozități profesionale ieșite din comun.
Dar, dincolo de aceste calități, Paul Solacolu a avut totdeauna o viziune a misiunii inginerului în societate și diferitele lucrări pe care le-a realizat sau la care a contribuit au reprezentat pentru el etape în îndeplinerea acestei rol. Filozofia sa profesională coincide cu cea descrisă de Goethe, care ilustrează încununarea unei vieți împlinite a eroului său principal, Faust, prin realizarea de lucrări hidrotehnice, simbol al unei activității utile, cu efecte durabile, de stăpânire a naturii în folosul omenirii. În momentul în care Paul Solacolu se retrage din activitatea profesională, el este îndreptățit, asemenea Profesorului Faust, să găsească fericirea în realizările sale, rostind și el:
| Ja! diesem Sinne bin ich ganz ergeben, Das ist der Weisheit letzter Schluß: Nur der verdient sich Freiheit wie das Leben, Der täglich sie erobern muß. Und so verbringt, umrungen von Gefahr, Hier Kindheit, Mann und Greis sein tüchtig Jahr. Solch ein Gewimmel möcht' ich sehn, Auf freiem Grund mit freiem Volke stehn. Zum Augenblicke dürft' ich sagen: Verweile doch, du bist so schön! Es kann die Spur von meinen Erdetagen Nicht in äonen untergehn.-- | Acestui rost îi sunt cu totul închinat, Mijește încheierea-nalt-a-nțelepciunii: Își merită viața, libertatea-acela numai Ce zilnice și le cucerește ne-ncetat, Și astfel își petrec aicea pe limanul Primejdiei, copii și tineri, Bărbați, moșnegi, cu vrednicie anul, Aș vrea să văd asemenea devălmășie, Să locuiesc cu liberul popor pe libera câmpie. Acelei clipe aș putea să-i spun, întâia oară: Rămâi, că ești atâta de frumoasă! Căci urma zilei mele pământene Nici în eoni nu poate să dispară. |
| Faust: Der Tragödie zweiter Teil von Johann Wolfgang von Goethe | Faust: Partea a doua a tragediei traducere de Lucian Blaga |

## Lucrări (extras)
- Paul Solacolu – Wasserwirtschaftsprobleme der rumänischen Hauptstadt Bukarest und ihrer Vorstadtzone. – Hydrologicke Konferencia, Smolenice, 1962
- Paul Solacolu – Alimentarea cu apă industrială a consumatorilor din zona de sud-est a Capitalei. – IPACH, 15 ani de activitate, 1968
- Paul Solacolu – Perspectivele de dezvoltare a lucrărilor hidrotehnice de gospodărire a apelor aferente orașului București și teritoriului cadru. – IPACH, 15 ani de activitate, 1968
- Paul Solacolu – Problemele generale ale alimentării cu apă a orașului București și nivelul lor de dezvoltare. – IPACH, 15 ani de activitate, 1968
- Paul Solacolu – Probleme actuale de gospodărire a apelor – IDT, București, 1968
- Paul Solacolu – Condițiile de formare și de producere a viiturilor din 1-6 iulie 1975 în zona Municipiului București – Buletin ul Hidrologic IMH 1975
- Paul Solacolu – Optimizarea soluțiilor de amenajare complexă în cazul comparațiilor pluricriteriale – Hidrotehnica, Nr. 2, 1979
- Paul Solacolu – Dezvoltarea concepției privind sistemele complexe de gospodărire a apei în România – Informaționnâi biulleten po vodnomu hozeaistozu (URSS) Nr.2, ) 1981
- Paul Solacolu – Schema de apărare a capitalei împotriva inundațiilor – Hidrotehnica, Nr. 3. 1981
- Paul Solacolu – Considerații privind viiturile excepționale din bazinul hidrografic Argeș în perioada 21 – 23 iunie 1979 – Hidrotehnica, Nr. 5, 1981
- Paul Solacolu – Considerații asupra unor probleme economice legate de justificarea investițiilor în lucrări de apărare împotriva inundațiilor – Hidrotehnica, Nr. 1, 1982
- Paul Solacolu – Încadrarea amenajării complexe a râului Dâmbovița în schema cadru a bazinului Argeș – Hidrotehnica Nr. 1, 1988
- Paul Solacolu – Exploatarea complexă a amenajărilor de pe râul Argeș – Buletinul CNA Nr. 2, 1989
- Paul Solacolu – Impactul lacurilor de acumulare asupra mediului exterior – Simpozionul Lacurile de acumulare din România, 1993
- Paul Solacolu – Exploatarea lacurilor de acumulare de pe râul Argeș preponderent pentru folosințe. Deziderat și posibilități – Tempus. Măsuri nonstructurale în gospodărirea apelor, 1997
- Paul Solacolu - Evaluarea impactului derivației Nord Făgăraș asupra regimului apelor freatice din zonă – Simpozionul Național Construcțiile hidrotehnice în secolul XXI, CROMB 1997
- Paul Solacolu, Ion Pasoi - Studiu privind fenomenul Cuculeasa, Comunicare INMH Iunie 2000